# Бородіна Ніна Вікторівна
Ні́на Ві́кторівна Бородіна́ (нар. 25 травня 1959, с. Хутірське, Петриківський район, Дніпропетровська область) — українська художниця, майстриня петриківського розпису, член Національної спілки художників України.